# Spletni intervju
Spletni intervju je oblika spletne raziskovalne metode. Zavzema mnogo metodoloških vprašanj, ki so vstala iz tradicionalnega intervjuja in se prenesejo na spletnega. Predvsem se  osredotoča na izmenjavo ena-na-ena, kajti izmenjave ena-na-več se po navadi imenujejo spletne fokusne skupine. Obstajajo različne oblike spletnih intervjujev: sinhroni spletni intervjuji (na primer, preko klepetalnic) in asinhroni spletni intervjuji (preko mail-a). Dodatno, spletni intervjuji se lahko razlikujejo tudi po številu intervjuvancev, ki sodelujejo pri spletnem intervjuju, kajti lahko jih sodeluje več, ali pa ena-na-ena.  
Medtem ko je obsežno telo literature, ki se tiče kvalitativnega intervjuvanja preko spletnih metod intervjuvanja, ostaja nova in inovativna raziskovalna metoda. Kakorkoli že, obstaja mnogo razlogov, zakaj so spletni intervjuji primerno in dragoceno metodološko orodje. Na primer, uporaba spletnih intervjujev kot nasprotje navadnim intervjujem, omogočajo raziskovalcem več možnosti, kot so: 
- Izpeljati intervjuje z geografsko zelo razpršeno populacijo;
- Posamezniki ali skupine intervjuja, ki so pogosto nedosegljivi ali pa težje dosegljivi, kot so manj fizično mobilni (v zaporu, v bolnišnicah, itd.) ali pa socialno izolirani (preprodajalci drog, na koncu z zdravjem, itd.) ali tisti, ki živijo na nevarnih območjih (vojno območje). Lahko se uporabi tudi za dosego ciljne publike ,kjer je publika neznana – uporabniki, ki uporabljajo določen tip tehnologije na poseben način.
- Preskrbeti prihranke in stroške raziskovalcem ( na primer, stroški, povezani s potovanjem in najemnino kraja);
- Dobava pripravljenega prepisa intervjujanih podatkov, hitre in poceni alternative za »face-to-face« intervjuje;
- Zmanjšana sporna vprašanja efektov intervjuja, ko udeleženci ne morejo videti drug drugega.

Obstaja potreba po oglaševanju anket za uporabnike, kar se lahko narediti preko relevantnih časopisov in forumov.

## Asinhroni spletni intervjuji
Asinhroni spletni intervju je eden izmed tistih intervjujev, kjer raziskovalcu in intervjuvancu ni treba biti istočasno na spletu. Tipično se ti intervjuji izvajajo preko email-ov, ampak tudi ostala tehnologija je lahko uporabna. Skrb glede asinhrone metode je možnost intervjujev, da se postopno izsušijo skozi razširjeno obdobje. Medtem ko je možnost longitudinalne raziskave zelo cenjena, je tudi bolj tvegana in zahteva višje stopnje motivacije od udeležencev. Rezabek to opisuje kot »pomanjkanje pravočasnosti«.